# Gregory Sambou
Gregory Sambou (* 25. Oktober 1994 in Banjul) ist ein gambischer Fußballspieler, der als Verteidiger für Real de Banjul spielt.

## Karriere
Er wurde in Banjul geboren und spielte Vereinsfußball für Young Africans, Gambia Ports Authority FC und Real de Banjul.
Sein Länderspieldebüt gab er 2016 für Gambia.